# Madison Keys
Madison Keys (Rock Island, Illinois, 17. veljače 1995.) mlada je američka profesionalna tenisačica.

## Životopis
Keys je s 9 godina pristupila teniskoj akademiji Chris Evert u Boca Ratonu na Floridi. S 14 godina i 48 dana pobijedila je Alu Kudrjavcevu, tada 81. na svijetu, čime je postala jedna od najmlađih tenisačica u povijesti s WTA pobjedom. Te je godine pobijedila i Serenu Williams u ekshibicijskom susretu.
Najbolji rezultat na Grand Slam turnirima ostvarila je pobjedom na Australian Openu 2025. godine.
Uspjela je ući među među 100 najboljih svjetskih igračica 2013. godine, a do srpnja iste godine već je ušla u Top 50.
Treneri su joj Adam Peterson i Ola Malmqvist.

## Osvojeni turniri

### Pojedinačno (3 ITF)
| Br. | Datum               | Turnir    | Suparnica u finalu | Rezultat    |
| 1.  | 27. lipnja 2010.    | Cleveland | Piia Suomalainen   | 6:2, 6:4    |
| 2.  | 22. listopada 2012. | Saguenay  | Eugenie Bouchard   | 6:4 6:2     |
| 3.  | 11. studenog 2012.  | Phoenix   | Maria Sanchez      | 6:3, 7:6(1) |

## Plasman na WTA ljestvici na kraju sezone
| 2009. | 2010. | 2011. | 2012. | 2013. |
| ----- | ----- | ----- | ----- | ----- |
| 621.  | 483.  | 315.  | 149.  |       |

## Vanjske poveznice
- Službena stranica  Arhivirana inačica izvorne stranice od 25. prosinca 2018. (Wayback Machine) (engl.)
- Profil na stranici WTA Toura (engl.)